# Kościół Wniebowzięcia Najświętszej Maryi Panny w Krasnem (stary)
Kościół Wniebowzięcia Najświętszej Maryi Panny – rzymskokatolicki kościół filialny należący do parafii Wniebowzięcia Najświętszej Maryi Panny w Krasnem (dekanat Rzeszów Wschód diecezji rzeszowskiej).
Jest to świątynia wybudowana w latach 1742−1748 według projektu architekta Karola Henryka Wiedemanna. Kościół jest niewielki, składa się z jednej nawy, reprezentuje styl barokowy, posiada dwie kaplice i wieżę-dzwonnicę. We wnętrzu znajduje się ołtarz główny w stylu regencji, powstały w I połowie XVIII wieku. Jest ozdobiony bogatą polichromią. 
W maju 2010 roku rozpoczęto remont kościoła. Wymieniono dach na całej świątyni i strop nawy głównej. W 2011 roku została wykonana izolacja pozioma ścian kościoła. W 2012 roku zabezpieczono strop oraz wzmocniono istniejący strop drewniany nad prezbiterium razem z wykonaniem pomostu komunikacyjnego nad nawą główną do prezbiterium świątyni. Odnowiona została również więźba dachowa, pokrycia dachowe oraz rynny i rury spustowe nad zakrystią od strony południowej kościoła. W 2013 roku wymieniono konstrukcję dachu i pokrycia nad zakrystią od strony północnej oraz wykonano ocieplenia i podbitki dachowe stropu nad nawą główną. W 2014 roku został wykonany remont i położenie tynków ścian zewnętrznych nawy głównej od strony północnej i południowej. W 2015 roku zostały wykonane tynki elewacji prezbiterium oraz zakrystii północnej i południowej. W latach 2012−2015 zostały przeprowadzone prace konserwatorskie przy polichromii nad prezbiterium polegające na odsłonięciu późnobarokowego malowidła oraz jego konserwacji.